# Abel Ribeiro Camelo
Dom Abel Ribeiro Camelo (Silvânia, 22 de julho 1902 — 24 de novembro de 1966) foi um bispo católico brasileiro.
Foi ordenado presbítero em 8 de maio de 1927. Chegou ao episcopado em 27 de outubro de 1946 e foi bispo auxiliar da Diocese de Goiás até 17 de janeiro de 1957, quando tomou posse como o primeiro bispo da Diocese de Jataí. Governou essa diocese até 1960, quando voltou para Diocese de Goiás, desta vez como bispo titular onde ficou até a sua morte em 24 de novembro de 1966.